# 吴子牛
吴子牛（1952年10月31日—），男，四川乐山人，中国大陸导演。凭借《晚钟》、《欢乐英雄》、《阴阳界》三部电影获第9届中国电影金鸡奖最佳导演奖。代表作《天下粮仓》、《热血忠魂之独行侍卫》、《贞观长歌》、《历史转折中的邓小平》等。